# Asea, Arkadien (arkeologisk plats)
Asea (Klassisk grekiska: ἡ Ἀσέα) var en självständig polis i antikens Arkadien mellan 500- och 300-talen f.Kr. Arkeologiskt fältarbete har dock kunnat konstatera att området varit bebott redan under sena paleolitikum. Staden var belägen på Paleokastrokullen i mitten av Aseadalen i centrala Peloponnesos. Aseadalen var under förhistorisk och antik tid den huvudsakliga genomfarten mellan Argoild och Korinth i öst och Olympia i väst, vilket gynnade staden Asea som hade en strategisk utblick över området. Staden är bara sporadiskt omnämnd i den antika litteraturen, vilket resulterar i att vår kunskap om antikens Asea huvudsakligen bygger på arkeologiska fynd. De arkeologiska undersökningar genomförs av Svenska institutet i Athen.

## Arkeologiska utgrävningar
De svenska arkeologiska utgrävningarna i Asea genomfördes åren 1936–1938, 1994–1996, 1997 och 2000–2012. 
År 1936 startade ett fältarbete med att gräva ut stadens akropol under ledning av Erik J. Holmberg. Under utgrävningen hittade man rester från neolitisk tid (7000-3100 f.Kr) till den mellersta bronsåldern (2000-1600 f.Kr), samt från den hellenistiska perioden. Under den senare delen av utgrävningarna 1936–1938 frilade man även grunderna till det senarkaiska doriska templet på Agios Elias. 
50 år senare påbörjades nya utgrävningarna i Asea under ledning av Jeannette Forśen med projektet The Asea Valley Survey mellan 1994 och 1996. Projektet hittade, både på och runt omkring Paleokastokullen, en mängd material som kunde ge information om landsbygden och dess bosättningsmönster.
År 1997 fortsatte man undersökningen av grunderna till templet Agios Elias och 2000 dokumenterades en befästningsmur omkring staden. Mellan 2001 och 2012 genomfördes geofysiska fältinventarier i och omkring Palekastrokullen.

## Historia och lämningar

### Paleolitikum
De tidigaste spåren av mänsklig aktivitet i Aseadalen är från mellersta till sena paleolitikum (c. 40 000 B.P.). Omkring en kilometer söder om Paleokastrokullen i närheten av floden Alpheios har man hittat stenverktyg och invånarna under denna bosättningsperiod försörjde sig med stor sannolikhet på jakt och fiske.

### Bronsåldern
Fynden som har påträffats på Paleokastrokullen tyder på att platsen var bosatt under tidigneolitisk period fram till den mellersta neolitiska perioden. Fynd från slutet av neolitikum har varit få, vilket antyder att kullen kan ha övergetts under denna tid.
Paleokastrokullen blev återigen en bosättningsplats under den tidiga helladiska perioden (3100-2000 f.Kr) och var till stora delar oavbrutet bebott fram till den senhelladiska perioden.
Efter bronsåldern fram till sengeometrisk tid (1190-750 f.Kr.) har färre fynd hittats. Efter klimatologiska studier har man påvisats att platsen troligtvis påverkades av en klimatförändring som gjorde Asea till en våtare och möjligtvis kallare plats än tidigare. En del rester, bland annat metallföremål har identifierats från 700- och 600-talet f.Kr.

### Klassisk tid
Asea mest betydelsefulla rester härstammar från det doriska templet Agios Elias som byggdes omkring 500-talet f.Kr. Templet är belägrat ca. 3,5 kilometer nordväst om Paleokastrokullen. 
Trots att templet härstammar från senarkaisk tid har utgrävningar visat på en tidigare aktivitet på platsen som sträcker sig från sen bronsåldern till den arkaiska perioden. Templet sträcker sig 15 x 32,5 meter med 6 x 14 kolonner och byggdes i sten. 
Bosättningen på Paleokastrokullen växte under 500-talet f.Kr. och hade en uppskattad befolkning på ca. 2000-3000 invånare. Skriftliga källor har även resulterat i antaganden om att Asea under denna period blev en självständig polis som kontrollerade ett territorium på omkring 60 km2.

### Hellenistisk tid och framåt
Under 300-talet f.Kr. omgavs Aseas akropolis av en befästningsmur som påträffades under det arkeologiska fältarbetet 1997. Under 370-talet f.Kr. flyttade stora delar av befolkningen till den nygrundade staden Megalopolis. Trots det, skulle Asea fortsätta att vara en mindre bosättningsplats, vilket omnämns i skriftliga källor.
Mot senare period av 200-talet f.Kr. expanderades stadens försvarsmur runt lågstaden, vilket man har kunnat konstatera efter geofysiska inventeringar av bosättningsområdet.
Asea sedan att tillhöra det Achaiska förbundet, för att senare tappa sin självständighet mot slutet av 200-talet f.Kr. Efter de arkeologiska fältarbeten som utförts på platsen har man konstaterat att stadens omfattnings och verksamhet minskade under de kommande två århundradena. Strabo  nämner Asea under tidig kejsartid som en by tillhörande Megalopolis, för att omkring 100 år senare nämnas i Pausanias texter som en stad i ruiner.
Under romersk tid byggdes utspridda villor vid kullens lägre sluttningar och i det omkringliggande området, vilket man kopplat till att Asea användes för intensivt jordbruk. Under senbysantisk tid befästes Paleokastrokullen på nytt.